# Katja Berlin

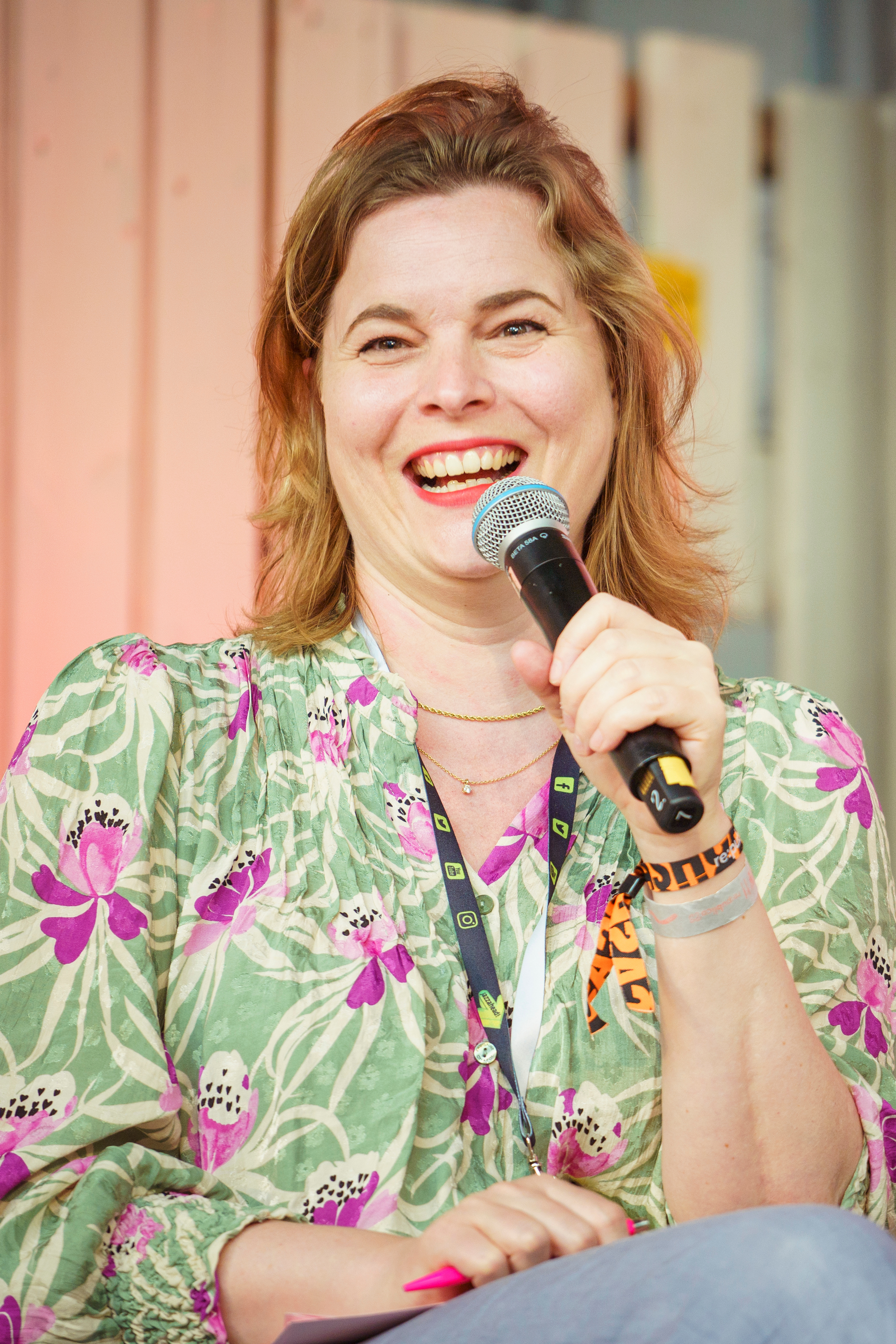
Katja Berlin (2023)

Katja Berlin, eigentlich Katja Dittrich (* 27. Februar 1980 in Berlin), ist eine deutsche Autorin, Kolumnistin und Podcasterin.

## Werdegang
Katja Berlin studierte an der TU Berlin sowie der FU Berlin Medienberatung und Politikwissenschaft. Nach ein paar Jahren als PR-Referentin und Onlineredakteurin bei Verbänden und einem Bundesministerium ist sie seit 2010 als freiberufliche Autorin tätig. Sie schrieb Kolumnen für das Handelsblatt-Magazin und die Berliner Zeitung. Seit 2015 erscheint ihre Grafikkolumne „Torten der Wahrheit“ jede Woche in der Zeit. Von 2022 bis 2024 moderierte sie mit Gunda Windmüller den Podcast „Fix und Vierzig“. In den 69 Folgen setzten die beiden Hosts sich mit Themen für Frauen ab 40 auseinander.
Berlin stellt in ihren Büchern und Kolumnen Alltägliches in Form von Tortendiagrammen dar. Die Rheinische Post nannte ihre Illustrationen „kleine, feine Beobachtungen aus dem deutschen Alltag in all ihrer Widersprüchlichkeit auf den Punkt gebracht“. Der Psychologe Stephan Lermer beschrieb das Besondere an ihren Grafiken, in denen man durch Vereinfachung „großer Fragen auf das Wesentliche“ das Gefühl habe, „zu verstehen und verstanden zu werden“, damit, dass Katja Berlin hier den „Erwartungsmustern im Kopf“ Überraschungen liefere.
Als „echter Twitter-Star“ wurde sie von der Berliner Zeitung empfunden. Auf dem Mikrobloggingdienst lasse sie Tag für Tag „eine Art Einpersonen-Seifenoper, eine Mischung aus Fernsehserien wie ‚Stromberg‘ und ‚Ally McBeal‘ vielleicht“ entstehen. Die „liebenswert-selbstironische Hauptfigur“ pendele „darin zwischen Büro-Wahnsinn und Single-Dasein“. Der Tagesspiegel fand, dass sie zu denen zähle, die Twitter „zu einer Art Kleinkunstbühne“ machen würden. Laut Ausgabe 19 der Zeitschrift FUTURZWEI zählt sie zu den "40 over 40 - Germany's Most Inspiring Women” des Businessnetzwerks Curaze. Stand Januar 2024 hat sie mehr als 111.000 Follower auf Twitter.

## Publikationen
- Wofür Frauen sich rechtfertigen müssen. Yes Publishing, ISBN 978-3-96905-221-1
- Katja Berlin, Anika Decker: Nachrichten von Männern. Ullstein Taschenbuch, Berlin 2021, ISBN 978-3-548-06378-2.
- mit Peter Grünlich: Was wir in der Schule lernen. Heyne Verlag, 2018, ISBN 978-3-641-22413-4
- mit Peter Grünlich: Wovon wir einen Ohrwurm bekommen. Heyne Verlag, 11/2017, ISBN 978-3-453-60220-5 (eingeschränkte Vorschau)
- mit Peter Grünlich: Dieses Rezept gelingt jedem! was wirklich in Gebrauchsanweisungen stehen sollte. Riva Verlag, 2016, ISBN 978-3-95971-220-0 (Rezeption)
- Torten der Wahrheit: die Welt ist kompliziert genug! Riva Verlag, 2016, ISBN 978-3-86883-852-7 (eingeschränkte Vorschau)
- mit Peter Grünlich: Was wir tun, wenn wir an der Kasse stehen. Heyne Verlag, 11/2016, ISBN 978-3-453-60401-8
- mit Peter Grünlich: Zur Geburt. Heyne Verlag, 2/2016, ISBN 978-3-453-60373-8
- mit Peter Grünlich: Zur Hochzeit. Heyne Verlag, 2/2016, ISBN 978-3-453-60375-2
- Gefühltes Deutschland. Ullstein Taschenbuch 2015, ISBN 978-3-548-37585-4[12]
- mit Peter Grünlich: Was wir tun, wenn der Chef reinkommt. Heyne Verlag, 2015, ISBN 978-3-453-60319-6 (eingeschränkte Vorschau)
- mit Peter Grünlich: Zum Geburtstag. Heyne Verlag, 12/2015, ISBN 978-3-453-60374-5
- Cat content: SMS von meinem Kater. Rowohlt Taschenbuch Verlag, 2013, ISBN 978-3-499-60452-2 (eingeschränkte Vorschau)
- mit Peter Grünlich: Was wir tun, wenn es an der Haustür klingelt. Heyne Verlag, 2013, ISBN 978-3-453-60269-4[13]
- mit Peter Grünlich: Was wir tun, wenn der Aufzug nicht kommt. Heyne Verlag, 2012, ISBN 978-3-453-60220-5 (eingeschränkte Vorschau)[14]